# 绪方章
绪方章（1887年10月26日- 1978年8月22日）是一位日本化学家，绪方章于1912年毕业于东京帝国大学医学院。他后来在柏林洪堡大學进行药理学实验，于1919年获该校颁发的学位。 同年他首次合成出晶体状甲基苯丙胺。
1920年，他被任命为东京帝国大学医学院助理教授，一直任教至1948年。